# Nils Seye Larsen
Nils-Christian Marius Seye Larsen, född 9 augusti 1980 i Eslöv, är en svensk politiker (miljöpartist), som sedan december 2024 är ordinarie riksdagsledamot för Västerbottens läns valkrets. Larsen har under 2010-talet och 2020-talet varit en ledande politiker för partiet i Umeå kommun. Bland annat har han sedan 2018 varit partiets gruppledare i kommunfullmäktige och även under flera år varit ordförande i kommunstyrelsens hållbarhetsutskott.

## Sociala medier
Seye-Larsen har i egenskap av lokalpolitiker varit en aktiv bloggare på VK-bloggen sedan 2018. Han har där bland annat framhållit partiets krav på att allt industriellt trålfiske i Östersjön bör upphöra. Han har också på bloggen framhållit Miljöpartiet i Umeås skeptiska hållning när det gäller frågan om en Kvarkenbro, dvs en bro mellan Sverige och Finland.